# 英國電影協會
英國電影協會（英語：British Film Institute，簡稱BFI），於1933年，按皇家特許狀設立，屬於慈善組織性質。
主要是為英國促進振興電影行業，包括電視、電影和圖像等，展開了英國電影的里程碑。費用由英國政府資助，除此之外，還包括英國電影協會文化活動。
主席為喬許·伯傑，總裁為阿曼達·內維爾。總部位於倫敦。

## BFI Screenonline
英国影视历史网站“BFI Screenonline”由该协会成立，网站也提供节目下载服务。

## 网站
- 官方网站
- 英國電影協會的X（前Twitter）